# 정치
정치(政治, 고대 그리스어: πολιτικά, 영어: Politics)란 국가를 다스리는 일로 사회 구성원들의 다양한 이해관계를 조정하거나 통제하고 사회질서를 바로잡으며 국가의 정책과 목적을 실현시키는 등의 역할을 한다.
정치와 정부를 연구하는 사회 과학의 한 분야를 정치 과학이라고 한다. 정치는 타협적이고 비폭력적인 "정치적 해결책"의 맥락에서 긍정적으로 사용되거나, "정부의 기술 또는 과학"으로 설명적으로 사용될 수 있다.
이 개념은 다양한 방식으로 정의되었으며, 다양한 접근 방식에서는 광범위하게 사용해야 할지 제한적으로 사용해야 할지, 경험적으로 사용해야 할지 규범적으로 사용해야 할지, 갈등이 더 본질적인지 협력이 더 본질적인지에 대한 견해가 근본적으로 다르다. 정치에는 다양한 방법이 사용된다. 여기에는 사람들 사이에서 자신의 정치적 견해를 홍보하고, 다른 정치적 주체와 협상하고, 법률을 만들, 적대자에 대한 전쟁을 포함한 내부 및 외부 적 힘을 발위하는 것이 포함된다. 
정치학은 정치적 행동을 과학적으로 연구하고 분석하는 학문이다. 관련된 분야로는 정치철학, 비교정치학, 국제정치학 등이 있다.

## 어원
정치라는 말은 고대 중국의 유교 경전인 『상서』(尙書)에서 "道洽政治"라는 문장으로 처음 등장한다. 정치인은 정사를 다스리는 자 즉 다스리는 사람이라는 뜻이다. ‘정치’(政治)에서 ‘정’(政)은 바르다의 ‘正’(정)과 일을 하다 또는 회초리로 치다의 의미인 攵(등글월문 = 攴)이 합쳐서 이루어진 말이다. 즉, 바르게 하기 위해 일을 하거나 회초리로 치는 것을 뜻한다. 정(政)은 특히 자신의 부조화로운 면을 다스려 극복하는 것을 의미한다. 치(治)는 물(氵= 水)과 건축물(台 태)이 합하여 이루어진 말이다. 이것은 물(水)의 넘침에 의한 피해를 잘 수습한다는 것을 의미한다. 치(治)는 특히 다른 사람들이 스스로 자신들의 부조화로운 면을 극복할 수 있도록 돕는 것을 뜻한다. 
정치(政治)는 자신과 다른 사람의 부조화로운 것, 부정적인 것을 바로잡아 극복하는 일이다. 정치(政治)는 다른 말로는 수기치인(修己治人) 즉 자신을 닦은 후 남을 돕는 것이다. 따라서 정치가(政治家)는 먼저 자신의 부조화로운 것, 네거티브한 것, 즉, 천지자연의 이치에 조화하지 못하는 자신의 부정적인 측면을 다스려 극복한 후, 그것을 바탕으로, 다른 사람의 어려움, 곤란함, 부조화로운 면을 제거하는 것을 도와줄 수 있는 사람, 즉, 군자 또는 성인을 의미한다.

## 역사

### 선사 시대
정치의 역사는 인류 역사와 함께하며 현대 정부 기관에만 국한되지 않는다. 인간의 초기 사회 조직 형태인 부족에는 중앙 집권적 정치 구조가 없었다. 이를 때때로 무국적 사회라고 한다.

### 초기 상태
고대 역사에서 문명은 오늘날 국가가 가지고 있는 확실한 경계를 가지고 있지 않았고, 그들의 국경은 국경으로 더 정확하게 설명될 수 있다. 초기 왕조의 수메르와 초기 왕조의 이집트는 국경을 정의한 최초의 문명이었다. 게다가, 12세기까지 많은 사람들이 비국가 사회에서 살았다. 이러한 사회는 비교적 평등한 무리와 부족에서 복잡하고 매우 계층화된 족장국에 이르기까지 다양하다. 여기서 강력한(우월한) 집단이 상류계층 집단이 되었는데 이를 정치인이라고 정의했다.

### 국가 형성
초기 국가 형성에 관한 다양한 이론과 가설이 있는데, 국가가 어떤 곳에서는 발달했지만 다른 곳에서는 발달하지 않은 이유를 설명하기 위해 일반화를 추구한다. 다른 학자들은 일반화가 도움이 되지 않으며 초기 국가 형성의 각 사례를 개별적으로 처리해야 한다. 자발적 이론은 다양한 집단의 사람들이 어떤 공유된 합리적 이익의 결과로 국가를 형성하기 위해 함께 모였다.
이 이론은 주로 농업의 발전과 그에 따른 인구 및 조직적 압력에 초점을 맞추고 국가 형성을 초래했다. 초기 및 주요 국가 형성에 대한 가장 두드러진 이론 중 하나는 수력 가설로, 이는 국가가 대규모 관개 계획을 건설하고 유지해야 할 필요성의 결과다.

### 고대 역사
최초의 국가는 초기 왕조 수메르 와 초기 왕조 이집트였으며, 각각 기원전 3000년경 우루크 시대 와 선왕조 이집트에서 일어났다.
이집트인, 로마인, 그리스인은 국가의 정치 철학을 명확하게 공식화하고 정치 기관을 합리적으로 분석한 것으로 알려진 최초의 사람들이다. 이전에는 국가가 종교적 신화에 따라 설명되고 정당화되었다.

### 현대 국가
베스트팔렌 조약은 정치학자 들에게 현대 국제 체제의 시작으로 여겨지며, 여기서 외부 강대국은 다른 나라의 내정에 간섭하는 것을 피해야 한다. 다른 나라의 내정에 대한 불간섭 원칙은 18세기 중반 스위스 법학자 에메르 드 바텔 에 의해 제시되었다. 국가는 국가 간 관계 체제에서 주요 제도적 행위자가 되었다. 베스트팔렌 조약은 유럽 국가에 초국가적 권위를 부과하려는 시도를 종식시켰다. 국가를 독립 행위자로 보는 "베스트팔렌" 교리는 19세기 민족주의 사상의 부상으로 뒷받침되었는데, 이 사상에 따르면 합법적인 국가는 언어와 문화로 연합된 사람들의 집단인 국가에 상응한다고 가정되었다.
유럽에서는 18세기에 고전적인 비국가 국가는 다국적 제국 이었다. 오스트리아 제국, 프랑스 왕국, 헝가리 왕국, 러시아 제국, 스페인 제국, 오스만 제국 , 영국 제국이 있다. 이러한 제국은 아시아, 아프리카, 아메리카에도 존재했다. 특히 일본은 두려운 제국이었다. 무슬림 세계 에서는 632년 무함마드 사후에 칼리파국이 건국되었고, 이는 다민족 초국적 제국으로 발전했다. 다국적 제국은 왕, 황제 또는 술탄이 통치하는 절대 군주제였다. 인구는 많은 민족에 속했고 많은 언어를 사용했다. 제국은 한 민족에 의해 지배되었고 그들의 언어는 일반적으로 공공 행정 언어였다. 통치 왕조는 보통 그 집단에서 나왔지만 항상 그런 것은 아니었다. 일부 소규모 유럽 국가는 민족적으로 그렇게 다양하지 않았지만 왕가에 의해 통치되는 왕조 국가이기도 했다. 리히텐슈타인, 안도라, 모나코, 산마리노 공화국 등의 독립 공국 등 몇몇 소규모 국가만이 살아남았다.

## 국가
국가는 정치에 의해서만 실현되며 왕실, 정부, 기업 세개로 이루어져 있다. 그 국가에 피지배층으로 소속된 백성을 국민, 인민이라고 한다.

### 왕실
왕실(王室)은 군주제 국가에서 국왕의 일가족을 일컫는 총칭이다. 최고지도층 집단이다.

### 정부
정부는 규칙이나 법률을 제정하고 시행시킬 권위를 가진 통치기구를 말한다. 국가 모든 예산을 편성하고 집행하며, 전쟁을 일으킬 수도 있으며, 그 권한과 특권은 정치인이 가진다. 어떠한 국가가 대통령제와 의원내각제를 혼합한 체제라면 정부의 개념에 내각도 포함된다. 만약 일당제 독재국가라면 정부의 개념에 정당(政黨)도 포함된다. 중국의 경우 공산당이 대표적이다.

### 기업
기업은 이익을 목적으로 물품이나 서비스의 생산·판매 등의 활동을 계속적으로 행하는 조직체다. 본래 정치인 분야에 기업인이 포괄되었는데, 근현대에 이르러 따로 전담하고 있다.

## 가문
고대부터 왕족 및 정부의 고위 혈족 집단을 정치 가문이라고 칭했다.

## 같이 보기
- 정치인
- 통치
- 지배
- 국가
- 사상
- 이념
- 귀족정
- 사회주의
- 공산주의
- 공화주의
- 정치경제학
- 정치학
- 정치심리학
- 정치문화
- 정치의식
- 정치체제
- 정치인의 경호원
- 이데올로기 목록

## 참고 문헌
- Adcock, Robert. 2014. Liberalism and the Emergence of American Political Science: A Transatlantic Tale. New York: Oxford University Press.
- Adcock, Robert, Mark Bevir, and Shannon Stimson (eds.). 2007. Modern Political Science: Anglo-American Exchanges Since 1870. Princeton, NJ: Princeton University Press.
- Almond, Gabriel A. 1996. "Political Science: The History of the Discipline", pp. 50–96, in Robert E. Goodin and Hans-Dieter Klingemann (eds.), The New Handbook of Political Science. Oxford, UK: Oxford University Press.
- Connolly, William (1981). 《Appearance and Reality in Politics》. Cambridge: Cambridge University Press.
- James, Raul; Soguk, Nevzat (2014). 《Globalization and Politics, Vol. 1: Global Political and Legal Governance》. London: Sage Publications. 2016년 2월 19일에 확인함.
- Mount, Ferdinand, "Ruthless and Truthless" (review of Peter Oborne, The Assault on Truth: Boris Johnson, Donald Trump and the Emergence of a New Moral Barbarism, Simon and Schuster, 2021, ISBN 978-1-3985-0100-3, 192 pp.; and Colin Kidd and Jacqueline Rose, eds., Political Advice: Past, Present and Future, I.B. Tauris, February 2021, ISBN 978-1-83860-004-4, 240 pp.), London Review of Books, vol. 43, no. 9 (6 May 2021), pp. 3, 5–8.
- Munck, Gerardo L., and Richard Snyder (eds.). Passion, Craft, and Method in Comparative Politics. Johns Hopkins University Press, 2007.
- Ross, Dorothy. 1991. The Origins of American Social Science. New York: Cambridge University Press.
- Ryan, Alan (2012). 《On Politics: A History of Political Thought from Herodotus to the Present》 (영어). London: Allen Lane. ISBN 978-0-7139-9364-6.